# Orchestre philharmonique de Zagreb
L’Orchestre philharmonique de Zagreb (en croate : Zagrebačka filharmonija) est un orchestre basé à Zagreb en Croatie.

## Histoire
L’orchestre est créé en 1871 à Zagreb et prend le nom qu’on lui connaît aujourd’hui en 1920.
Son histoire a été forgée par des chefs d’orchestre renommés tels que Friedrich Zaun, Milan Horvat, Lovro von Matačić, Mladen Bašić, Pavle Dešpalj, Kazushi Ono, Pavel Kogan, Alexander Rahbari et Vjekoslav Šutej,.
D’éminents chef et compositeurs ont joué avec le philharmonique de Zagreb : Bruno Walter, Leopold Stokowski, Paul Kletzki, Sir Malcolm Sargent, Kirill Kondrachine, Kurt Sanderling, Carlo Zecchi, Jean Martinon, Milan Sachs, Krešimir Baranović, Boris Papandopulo, Stjepan Šulek, Milko Kelemen, Igor Stravinsky, Krzysztof Penderecki.
Les chefs invités récents sont Dmitri Kitajenko, Lorin Maazel, Leopold Hager, Valery Gergiev, Marko Letonja, Rafael Frühbeck de Burgos, Hans Graf, Sir Neville Marriner, Berislav Klobučar, Jesús López-Cobos, Antoni Wit, Peter Maxwell Davies et d’autres.
L’orchestre a joué dans quasiment tous les pays d’Europe, en Russie, aux États-Unis, au Mexique et au Japon. Il participe régulièrement au Dubrovnik Summer Festival et à la Biennale Musicale de Zagreb.